# Никола Тодориев
Никола Христов Тодориев е български политик и учен – бивш ректор на ВМЕИ в София, доктор на техническите науки, член-кореспондент на БАН, заслужил деятел на техниката.

## Биография
Роден е на 25 октомври 1927 г. в Белово. В гимназията е член на РМС и на Околийското ръководство на ЕМОС.

## Образование
Завършва Държавната политехника в София през 1953. Специализира по „Парогенератори и горивна техника“ в Германия (1954).
Подготвя и защитава дисертации за научни степени „кандидат на техническите науки“ (сега: „доктор“) и доктор на техническите науки“.

## Преподавателска и научна дейност
Катедра „Парни двигатели и котли“, Енерго-машиностроителен факултет, МЕИ и ВМЕИ: асистент, доцент (1961), професор (1969) по „Парогенератори и горивна техника“. Бил е декан на Енерго-машиностроителния факултет и ректор на Института. От 1973 до 1976 г. е последователно заместник-председател и първи заместник-председател на Държавния комитет за наука, технически прогрес и висше образование. 
Основни области на научна и преподавателска дейност: топлотехнически измервания и уреди, парни котли, парогенератори, горивна техника, обши проблеми на топлотехниката. Основоположник на българската научна школа за използване на нискокачествени лигнитни въглища.
Автор на над 200 публикации (от тях 120 по използването на нискокачествените въглища и 40 по общи енергийни проблеми); учебници. 40 публикации по изгарянето на лигнитни въглища са отпечатани в чужбина. Има 17 изобретения (15 реализирани) по използването на нискокачествените лигнитни въглища и 7 патента, издадени в чужбина. Участва в международни изследователски проекти.
Избран за член-кореспондент на БАН по топлоенергетика (1977).
Награди:
- Димитровска награда (1970)
- Орден на труда, златен (1967)
- орден „Народна република България“ I степен (1977, 1981)
- звание „Заслужил деятел на техниката“
- Орден „13 века България“

## Управленска дейност
Във висшето образование и науката:
- 1963 – 1965: заместник-директор на Научноизследователския институт по енергетиката;
- 1965 – 1972: директор на Научноизследователския институт по енергетиката;
- 1972 – 1973: ректор на Висшия машинно-електротехнически институт, София;
- 1986 – 1990: вицепрезидент на Световния енергиен съвет, после – пожизнен вицепрезидент;
- 1989: основател на Московския интернационален енергиен клуб;
- изпълнителен директор на „Енергоконсулт“ АД.

В държавната администрация:
- 1973 – 1976: председател на Съвета за висше образование към Министерството на народната просвета;
- 1976 – 1984: министър на енергетиката;
- 1976 – 1991: народен представител[2];
- 1984 – 1985: председател на Държавния комитет за наука и технически прогрес;
- 1985 – 1990: председател на Комитета по енергетика.